# Melodije Istre i Kvarnera
Melodije Istre i Kvarnera je hrvatski ljetni glazbeni festival koji svake godine gostuje po gradovima Istre i Kvarnera, područja koje pokrivaju tri županije na zapadnom dijelu Hrvatske.

## Osnovno o festivalu
Jedini je stalni festival Istre, Kvarnera i sjeverojadranskih otoka. Pokrenut je 1964. godine. Imao je razdoblje stanke od 1987. do 1992. godine, i nije se održao 2001. godine, pa je na pola stoljeća od osnutka imao tek 44. izdanje. Danas je jedini festival koji ima različita mjesta održavanja svake godine, jedini takav u Hrvata, premda je u početnim godinama bio iznimno statični festival. Promijenio je nekoliko imena, od "Prvog pljeska", Festivala "Rijeka 64" i "Melodije Kvarnera" u današnje "Melodije Istre i Kvarnera". Festival je ustrajan u svojima trima traženim osobinama u pjesmama: istarska ljestvica, izričaj govornog područja Istre i Kvarnera, te tekstovi pjesama bazirani isključivo na nekom od segmenata života stanovnika Istre, Kvarnera i sjevernojadranskog otočja.

## Povijest
Tri su faze MIK-a. Prva je trajala od od 1964. do 1986. godine znana kao "stari MIK". Prvi festival pod imenom Melodije Kvarnera započet je 22. svibnja 1964. godine u Rijeci kao Natječaj Melodije Kvarnera. Dvostruka pobjednica prvog izdanja bila je Ana Štefok s pjesmom "Nade" osvojila je nagradu publike, dok je stručni ocjenjivački sud izabrao njenu pjesmu "Bez jedra i vjetra". Pod tim se imenom održavao do 1968. godine. 1969. godine festival promijenio je ime u današnje "Melodije Istre i Kvarnera". Prvih godina pravo natjecanja mladi natjecatelji stjecali su i na Prvom pljesku.
Od 1987. – 1992. festival nije održan i to je druga faza.

Treća faza, "novi MIK", počela je 1993. godine i održava se sve do danas, uz iznimku 2001. godine kad je održana samo jedna večer u Rijeci festival je te godine imao naziv samo Melodije Kvarnera, kao u prvih 5 godina postojanja.

### 2010. godina
- prva nagrada publike:  "Boduli su duša od Kvarnera" - klapa Sol
- prva nagrada stručnog ocjenjivačkog suda: "Dvi barke" - Katja Budimčić

## Poznati glazbenici
Poznati glazbenici koji su nastupili.
Poznati tekstopisci koji su napisali pjesme za festival.
Poznati skladatelji koji su skladali pjesme za festival.
Poznati glazbeni aranžeri koji su aranžirali pjesme za festival.

## Sudci
Osobe koje su bile u sudačko osoblje koje je izabiralo pjesme i stručno sudačko osoblje koje je ocjenjivalo pjesme.

## Nagrade
Na festivalu se dodjeljuju sljedeće nagrade:
- tri nagrade stručnog ocjenjivačkog suda
- tri nagrade publike

(Svih 6 nagrada tradicionalne su zlatne, srebrne, odnosno brončane nagrade, u obliku osminke koja se pretvara u jedro.)
- Nagrada Zlatni mikrofon za najbolju interpretaciju (dodjeljuje Hrvatski radio - Radio Rijeka).
- Nagrada "Roženice" za najprimjerenije zastupljen istarski melos (dodjeljuje Hrvatski radio - Radio Pula).
- Nagrada "Ljubo Pavešić" za najbolji tekst (dodjeljuje Čakavski sabor).
- Nagrada za najbolji glazbeni aranžman (dodjeljuje Radio Istra).
- Nagrada "Beseda" za pjesmu koja cjelokupnim izričajem (tekst, glazba, interpretacija) na najbolji način promovira naš kraj i njegovu tradiciju (dodjeljuje Novi list).
- Nagrada za najboljeg debitanta (dodjeljuje Istarska radio mreža).
- Nagrada za najboljeg domaćina mikovske karavane za koju glasove daju svi učesnici festivala.

## Pobjednici Festivala
Svi pobjednici MIK-a (odlukom publike) po godinama održavanja:
- 1964. Ana Štefok - Nade
- 1965. Arsen Dedić - Ostani tu
- 1966. Ira Kraljić i Dinko Banić - Bokaleta
- 1967. Ira Kraljić - Otišal je opet brodit
- 1968. Toni Kljaković - Urinjska baklja
- 1969. Toni Kljaković i Tomislav Borić - Samanj
- 1970. Tomislav Borić i Toni Kljaković - Kartulina z Kraljevice
- 1971. Toni Kljaković - Ognjišće
- 1972. Mirko Cetinski - Kupil san ti prstenac
- 1973. Toni Kljaković i Vokalni kvarter Rivijera - Tršački prošijani
- 1974. Aldo Galeazzi i Vokalni ansambl Rivijera - Lipo j' vino pit, ma još je lipše neč
- 1975. Toni Kljaković - Nebuloza
- 1976. Milka Čakarun-Lenac i Grupa 777 - Nevera s Kvarnera
- 1977. Bety Jurković - Bulin
- 1978. Milka Čakarun-Lenac i Aldo Galeazzi - Ča smo mi
- 1979. Aldo Galeazzi - Stara pojka
- 1980. Miroslav Paškvan - Preša
- 1981. Ljiljana Budičin-Manestar i Angelo Tarticchio - Andemo in barca
- 1982. Bety Jurković - Svati
- 1983. Lidija Percan - Con lui in motocicleta
- 1984. Vesna Nežić Ružić - Kanat od vina
- 1985. Toni Kljaković - Spomen na ćaću
- 1986. Ira Kraljić i Aldo Galeazzi - Boćar
- 1987. nije se održao
- 1988. nije se održao
- 1989. nije se održao
- 1990. nije se održao
- 1991. Nije se održao natjecateljski program, nego retrospektivna večer.
- 1992. nije se održao
- 1993. Đani Maršan i Mirko Cetinski - Adio Bionda
- 1994. Đani Maršan i Darko Štifanić - E la barca va
- 1995. Alen Vitasović - Samo Bog te moga učiniti
- 1996. Radojka Šverko - Bracolet
- 1997. Radojka Šverko - Plače stara lesa
- 1998. Radojka Šverko - Kad san ti bila
- 1999. Karin Kuljanić - Neka jubav moja sa
- 2000. Mladen Grdović - Grdovići ribari
- 2001. - Samo kao Melodije Kvarnera. Održala se samo jedna festivalska večer.
- 2002. Karin Kuljanić i Đani Maršan - Večeri boje naranče
- 2003. Gina Picinić - Da mi je s tobun prošećat
- 2004. Karin Kuljanić i Mirjana Bobuš - Tribalo bi zakantat
- 2005. Karin Kuljanić - Ja san za te rojena
- 2006. Voljen Grbac, Mirko Cetinski i Joso Butorac - Prošeći se z manun po Kvarneru
- 2007. Gina Picinić - Barka lipog imena
- 2008. Mario Battifiaca - Prihajan doma
- 2009. Vivien Galletta i Voljen Grbac - Kvarneriana
- 2010. Klapa SOL - Boduli su duša od Kvarnera
- 2011. Alen Polić i ansambl Kaljina - Črna
- 2012. Klapa SOL - Dalmacija di Kvarner bušiva
- 2013. Gina Picinić - Ma ši te ki ča za me pita
- 2014. Mirjana Bobuš - Molitva za te
- 2015. Voljen Grbac i Joso Butorac - Tu san rojen
- 2016. Joso Butorac - Ružica
- 2017. Joso Butorac, Voljen Grbac i Edi Šegota - Živet će vavik naša beseda
- 2018. Voljen Grbac i Matej Prpić - Mama fala ti
- 2019. Joso Butorac - Primorska arija
- 2020. Tedi Grubica - Fala ti ča si blizu
- 2021. Nevia Rigutto, Duško Jeličić, Tamara Brusić i Mauro Staraj - Da bimo i k letu
- 2022. Karin Kuljanić - Fala ti na jubavi
- 2023. Joso Butorac, Voljen Grbac i klapa Tić - Suza s Kvarnera
- 2024. Dino Guščić, Matej Plavček i Jure Kaurloto - Tri mladića

## Vanjske poveznice
- e-monografija: Festival Melodije Istre i Kvarnera (1964. – 2014.)